# جون ويلك
جون ويلك (بالإنجليزية: John Wilke)‏ هو كاتب وصحفي أمريكي، ولد في 12 ديسمبر 1954، وتوفي في 1 مايو 2009 بسبب سرطان البنكرياس.